# Chad Taylor
 (mars 2020).
Si vous disposez d'ouvrages ou d'articles de référence ou si vous connaissez des sites web de qualité traitant du thème abordé ici, merci de compléter l'article en donnant les références utiles à sa vérifiabilité et en les liant à la section « Notes et références ».
Pour les articles homonymes, voir Taylor.
Chad Taylor, né en novembre 1964 à Auckland, est un écrivain et scénariste néo-zélandais. Ses romans appartiennent au genre du néo-noir qui associe intrigue policière et anticipation.

## Biographie
Il obtient un baccalauréat en beaux-arts, puis travaille comme éditeur adjoint du magazine Rip It Up. 
Il amorce une carrière en littérature par la publication de nouvelles dans des anthologies et divers magazines, dont Landfall, Metro et Sport. Il a souvent recours aux conventions des genres policier et d'anticipation pour traiter des changeantes et éphémères réalités de la ville moderne. 
Il donne ses deux premiers romans en 1994 : Pack of Lies est le récit d'un triangle amoureux ; Heaven met en scène un architecte alcoolique et obsédé par son divorce qui rencontre une strip-teaseuse transsexuelle douée de facultés extrasensorielles qui lui donnent des visions extrêmement précises d'événements futurs violents. Ce dernier roman est adapté au cinéma en 1998 par Scott Reynolds, avec Martin Donovan dans le rôle de l'architecte Robert Marling.
Avec Shirker (2000), roman néo-noir qui associe entropie[Lequel ?] et roman noir, le héros ramasse le portefeuille d'un homme battu par des policiers dans une ruelle et se lance dans une enquête qui devient une véritable équipée dans la jungle urbaine du futur. Dans le même genre, Electric (2003) évoque un Auckland futuriste et caniculaire qui subit une gigantesque panne d'électricité. Pendant qu'un récupérateur de données informatiques noie son mal de vivre dans l'alcool et la drogue, il se lie d'amitié avec deux mathématiciens camés en quête d'une formule révolutionnaire. L'un d'eux meurt en laissant un message énigmatique que le héros tente de résoudre, l'obligeant à fréquenter des individus excentriques et à vivre des situations aussi bizarres que psychédéliques.

## Œuvre

### Romans
- Pack of Lies (1994)
- Heaven (1994)
- Shirker (2000) Publié en français sous le titre Shirker, traduit par Anouk Neuhoff, Paris, C. Bourgois, 2002  (ISBN 2-267-01626-5) ; réédition, Paris, 10/18 no 3699, 2005  (ISBN 2-264-03612-5)
- Electric (2003) Publié en français sous le titre Electric, traduit par Anouk Neuhoff, Paris, C. Bourgois, 2004  (ISBN 2-267-01727-X)
- Departure Lounge (2006) Publié en français sous le titre Salle d'embarquement, traduit par Isabelle Chapman, Paris, C. Bourgois, 2006  (ISBN 2-267-01854-3)
- The Church of John Coltrane (2009) Publié en français sous le titre L'Église de John Coltrane, traduit par Isabelle Chapman, Paris, C. Bourgois, 2009  (ISBN 978-2-267-02038-0)

### Recueil de nouvelles
- The Man Who Wasn't Feeling Himself (1995)

## Filmographie

### En tant que scénariste
- 1994 : Funny Little guy, court-métrage néo-zélandais de Chris Graves, scénario original de Chad Taylor
- 1999 : I'll Make You Happy, film néo-zélandais réalisé par Athina Tsoulis, dialogues additionnels de Chad Taylor
- 2006 : participation au documentaire Écrire au pays du long nuage blanc de Michael Smith
- 2007 : Jet Black, court-métrage néo-zélandais de Kezia Barnett
- 2014 : Realiti, film néo-zélandais réalisé par Jonathan King, scénario original de Chad Taylor

### Adaptation
- 1998 : Heaven, film américano-zélandais réalisé par Scott Reynolds, d'après le roman éponyme, avec Martin Donovan